# La Confession (nouvelle, 1883)
Pour les articles homonymes, voir La Confession.
La Confession est une nouvelle de Guy de Maupassant, parue en 1883.
« Marguerite de Thérelles allait mourir... »

## Historique
La Confession est initialement publiée dans la revue Le Gaulois du 22 octobre 1883, puis dans le recueil Contes du jour et de la nuit en 1885. Cette nouvelle ne doit pas être confondue avec celles du même titre, publiées l'une en août 1884 et l'autre en novembre 1884.

## Résumé
Marguerite de Thérelles, cinquante-six ans est mourante. Suzanne, sa sœur ainée, soixante-deux ans, est à son chevet. Les deux sœurs ont vécu ensemble depuis toujours, Suzanne avait été fiancée, mais le garçon mourut brusquement peu de temps avant le mariage et Marguerite avait alors juré à sa sœur aînée qu'elles ne se sépareraient jamais, quitte à ne pas se marier. Elle avait tenu parole, mais une tristesse, un mal intérieur la perturbait et elle avait vieilli plus tôt que sa sœur.
Au moment de mourir, elle avoue à sa sœur qu’elle aussi avait été amoureuse d’Henry, son fiancé. Elle n’avait que douze ans mais elle était jalouse de sa sœur. De rage de voir qu’il la préférait, elle l’avait tué et depuis ce jour, elle pense à son acte nuit et jour.
Sur ordre du prêtre, Suzanne  pardonne à sa petite sœur.

## Éditions
- La Confession dans Maupassant, Contes et Nouvelles, tome I, texte établi et annoté par Louis Forestier, éditions Gallimard, Bibliothèque de la Pléiade, 1974  (ISBN 978-2-07-010805-3).